# Obie Baizley
William Obadiah Baizley (* 25. Mai 1917 in Montreal, Québec; † 3. Mai 2000) war ein Politiker in Manitoba, Kanada.  Er war ein progressiv-konservatives Mitglied der Legislativversammlung von Manitoba von 1959 bis 1969 und diente als Kabinettsminister in den Regierungen von Dufferin Roblin und Walter Weir.
Baizley wurde am Glenlawn Collegiate in St. Vital und dem Lincoln College für Chiropraktik in Indiana unterrichtet. Er kehrte im Jahr 1937 nach Manitoba zurück und arbeitete dort als Chiropraktiker, außerdem diente er als Präsident des Manitoba Chiropratiker-Verbandes, bevor er in das politische Leben eintrat. Während des Zweiten Weltkrieges, war er ein Mitglied der Royal Canadian Air Force.
Zuerst wurde er in den Provinzwahlen von 1959 in die Manitoba-Legislative gewählt, wo er unerwartet den Führer der CCF Lloyd Stinson mit 326 Stimmen schlug. Er diente als Unterstützer der Hinterbank von Roblins Regierung für die nächsten fünf Jahre. 
Als er ohne Schwierigkeiten in der Provinzwahl von 1962 wiedergewählt wurde, wurde Baizley am 27. Februar 1963 als Arbeitsminister ins Kabinett berufen. Er hielt seine Position bis zum 24. September 1968 und wurde danach zum Minister für kommunale Angelegenheiten ernannt. Er pflichtete Walter Weir bei, Roblin als Nachfolger des Progressiv-Konservativen Führers im Jahr 1967 zu ernennen.
Baizley wurde wiederum ohne große Probleme bei den Manitoba Generalswahlen wiedergewählt, verlor allerdings an Ian Turnbull der Manitoba New Democratic Party mit 623 Stimmen in den Manitoba Generalswahlen 1969.  Nach dieser Zeit suchte er keine Rückkehr ins Büro.
Während der 70er Jahre war Baizley Präsident des Manitoba Labour Board. Er diente außerdem als Präsident der United Church in Riverview, Kanada.
| Personendaten    | Personendaten            |
| ---------------- | ------------------------ |
| NAME             | Baizley, Obie            |
| ALTERNATIVNAMEN  | Baizley, William Obadiah |
| KURZBESCHREIBUNG | kanadischer Politiker    |
| GEBURTSDATUM     | 25. Mai 1917             |
| GEBURTSORT       | Montreal                 |
| STERBEDATUM      | 3. Mai 2000              |